# 张烁
张烁（1983年9月17日—），是中国足球运动员，司职前锋。

## 职业生涯
张烁在2002年进入天津泰达一线队，由于年龄优势引起重视，被视为天津名将于根伟的接班人，之后曾入选国家队。
张烁进入了2004年在中国举办的亚洲杯足球赛决赛圈名单，但未在该项赛事中出场。
2009年底被天津泰达告知下赛季自谋出路之后，张烁决定去国外踢球。起初经纪人帮张烁联系的方向是欧洲二三级联赛的队伍，但由于种种原因一时没有找到合适的落脚点。张烁为了不让自己歇得太久，张烁接受印尼球队佩西克的邀请，并迅速到中国足协办妥了国际转会手续，开始自己的留洋之旅。
2010年3月17日，张烁在印尼超级联赛中为佩西克首发出场并打入两球，但球队以3-5落败。
在印尼效力了半个赛季后，2010年7月澳大利亚联赛球队纽卡斯尔喷气机宣布与张烁签约。
2011年1月22日，在纽卡斯尔喷射机与黄金海岸联的比赛中，张烁攻入了他在澳超的首粒进球，3月张烁正式离队回国，结束了他仅半年时间的留洋之旅。张烁总共为喷射机在联赛中出场8次，进1球。
张烁回国后选择加盟深圳凤凰参加中甲联赛。同年6月，凤凰队因财转让被迁往广州，球队易名为广州富力后张烁継续在球队効力。在2011赛季张烁打进8个进球，是球队的最佳射手，并帮助球队以联赛第二名的成绩重返中超联赛。
2015年6月16日，张烁重返天津，租借加盟遭遇“锋荒”的中甲天津松江队。